# Auf dem Mühlenfeld
Auf dem Mühlenfeld ist ein Wohnplatz in der Gemeinde Schalksmühle im Märkischen Kreis im Regierungsbezirk Arnsberg in Nordrhein-Westfalen (Deutschland).

## Lage und Beschreibung
Das landwirtschaftlich genutzte Anwesen befindet sich westlich des Schalksmühler Kernorts oberhalb der Glörtalsperre an der Verbindungsstraße von Rotthausen nach Reeswinkel. 
Weitere Nachbarorte auf dem Schalksmühler Gemeindegebiet sind neben dem Kernort Buchholz, Ober-, Mittel- und Niederreeswinkel, Mollsiepen, Mathagen und Asenbach.

## Geschichte
Am 1. Oktober 1912 wurde der noch unbebaute Bereich um den Ort aus der Gemeinde Halver ausgegliedert und der neu gegründeten Gemeinde Schalksmühle zugeordnet. Auf dem Mühlenfeld selbst entstand erst in der zweiten Hälfte des 20. Jahrhunderts als Bauernhof.